# Rosalia Chladek
Rosalia Chladek (21. května 1905 Brno – 3. července 1995 Vídeň) byla rakouská tanečnice, choreografka, pedagožka moravského původu, jedna z nejvýznamnějších představitelek tzv. výrazového tance v německy mluvících zemích.

## Mládí a vzdělání
Narodila se v Brně a spolu s rodiči (Josef a Marie Chladek) a starším bratrem Rudolfem bydlela v dnešní Masarykově ulici. Absolvovala tříleté tzv. rytmické školení v brněnském institutu Margarete Kallab. Její talent se projevil již v šestnácti letech.
Přes protesty rodičů odešla studovat do Německa. V letech 1921–1924 absolvovala školu, kterou původně založil Émile Jaques-Dalcroze. Studovala zde ve skupině Valerie Kratina a nakonec získala aprobaci učitelky tance.

## Kariéra
S Valerií Kratina spolupracovala i nadále, kdy se přestěhovala do Laxenburgu v Rakousku a stala se členkou jejího souboru. Zároveň pracovala na vlastní choreografické činnosti.
Po několikaleté zkušenosti v Basileji se vrátila zpět do Rakouska. Navzdory tomu, že v letech 1924–1928, 1932, 1935–1936 a 1942–1943 byla členkou brněnského Německého divadla (viz např. její sólistické vystoupení v divadle Na hradbách nebo její nastudování opery Orfeus a Eurydika), je v českých zemích téměř neznámá. 
Vytvořila vlastní metodu taneční a pohybové výchovy.